# Arnold Wiley
Arnold Burke Wiley, genannt Doc Wiley, (* 3. Oktober 1898 in New Madrid, Missouri; † Oktober 1964 in Manhattan, New York) war ein US-amerikanischer Ragtime- und Blues-Musiker (Piano, Gesang).

## Leben und Wirken
Wiley lebte 1920 auf der Arkansas State Penitentiary Farm, Lincoln County, 1925 in Clarendon, Monroe County, Arkansas und zog dann nach Chicago. Mit seiner Frau Bertha nahm er 1926 für Okeh Records auf, 1927–29 für Brunswick, darunter die zwei Ragtime-Nummern Arnold Wiley Rag / Windy City (#7113). Weitere Titel, die Wiley in dieser Zeit aufnahm, waren Jumping Blues, Rootin’ Bo’ Hog Blues und Irene’s Bakershop Blues. Außerdem begleitete er die Sängerin Margaret Whitmire (That Thing’s Done Been Put On Me). 1929 nahm er allein für Paramount Records auf, mit seiner Schwester Irene für Columbia Records (Dear Old Compagnion (Come Back to Me), 1926) und 1931 für Brunswick Records Jumpin’ Judy Blues. In den späten 1940er-Jahren trat er in der Bluesszene Detroits in Erscheinung; er leitete eine Band (Piano, Gitarre bzw. Vibraphon, Saxophon, Bass), mit der er eine Reihe mehr R&B-orientierter Songs wie Barkin’ Dog Blues für Labels wie King Records, Apollo (Wiley’s Boogie, #391), Sensation, Bullet und Ace (It’ll Be a Long Time mit Johnny Letman, Sammy Price, Buster Bailey, Gene Ramey, 1959) einspielte.

## Diskografie
- Blues and Jazz Obscurities (1923–1931) – The Complete Recorded Works of Sammie Lewis & Mandy Randolph, Jenkins & Jenkins, Margaret Whitmire, Wiley & Wiley, and William Walker (Document Records)